# I Love Belarus
Az I Love Belarus (magyarul: Szeretem Fehéroroszországot!) egy retro-pop, országimázs-dal, mely Fehéroroszországot képviselte a 2011-es Eurovíziós Dalfesztiválon. A dalt a belarusz Anasztaszija Vinnyikava adta elő angol nyelven.
A dalt nemzeti döntő nélkül, belső kiválasztással jelölte ki a fehérorosz köztelevízió, és 2011. február 28-án hozták nyilvánosságra a döntést. A dal címe eredetileg Born in Byelorussia volt, ezt később I Am Belarusianra módosították, mivel az eredeti címben szereplő szovjet elnevezés ma már nem hivatalos. A végső verzió március 14-re készült el, melynek címe: I Love Belarus.
Az Eurovíziós Dalfesztiválon a dalt először a május 12-én rendezett második elődöntőben adták elő, a fellépési sorrendben tizenhatodikként, az észt Getter Jaani Rockefeller Street című dala után, és a lett Musiqq együttes Angel in Disguise című dala előtt. Az elődöntőben 45 ponttal a tizennegyedik helyen végzett, így nem jutott tovább a május 14-i döntőbe.